# Teobaldo Samaniego Hurtado
Teobaldo Samaniego Hurtado fue un político peruano. Fue consejero regional de Junín entre 2003 y 2006 y alcalde provincial de Tarma entre 1993 y 1995.
Nació en Tarma, Perú, el 27 de diciembre de 1937. Su primera participación política se dio en las elecciones municipales de 1983 cuando fue candidato a la alcaldía provincial de Tarma por la Izquierda Unida sin éxito. Diez años después, tentó nuevamente la alcaldía provincial de Tarma resultando elegido con el 29.89% de los votos por el Movimiento Regional Integración que él mismo fundo. Tentó sin éxito la reelección para ese cargo en las elecciones municipales de 1995 y de 1998. Postuló también al congreso en las elecciones generales de 1995 sin obtener la representación. En las elecciones regionales del 2002 fue candidato a consejero regional por el movimiento Unidos por Junín - Sierra y Selva obteniendo la representación.